# سكويز (فريق روك)

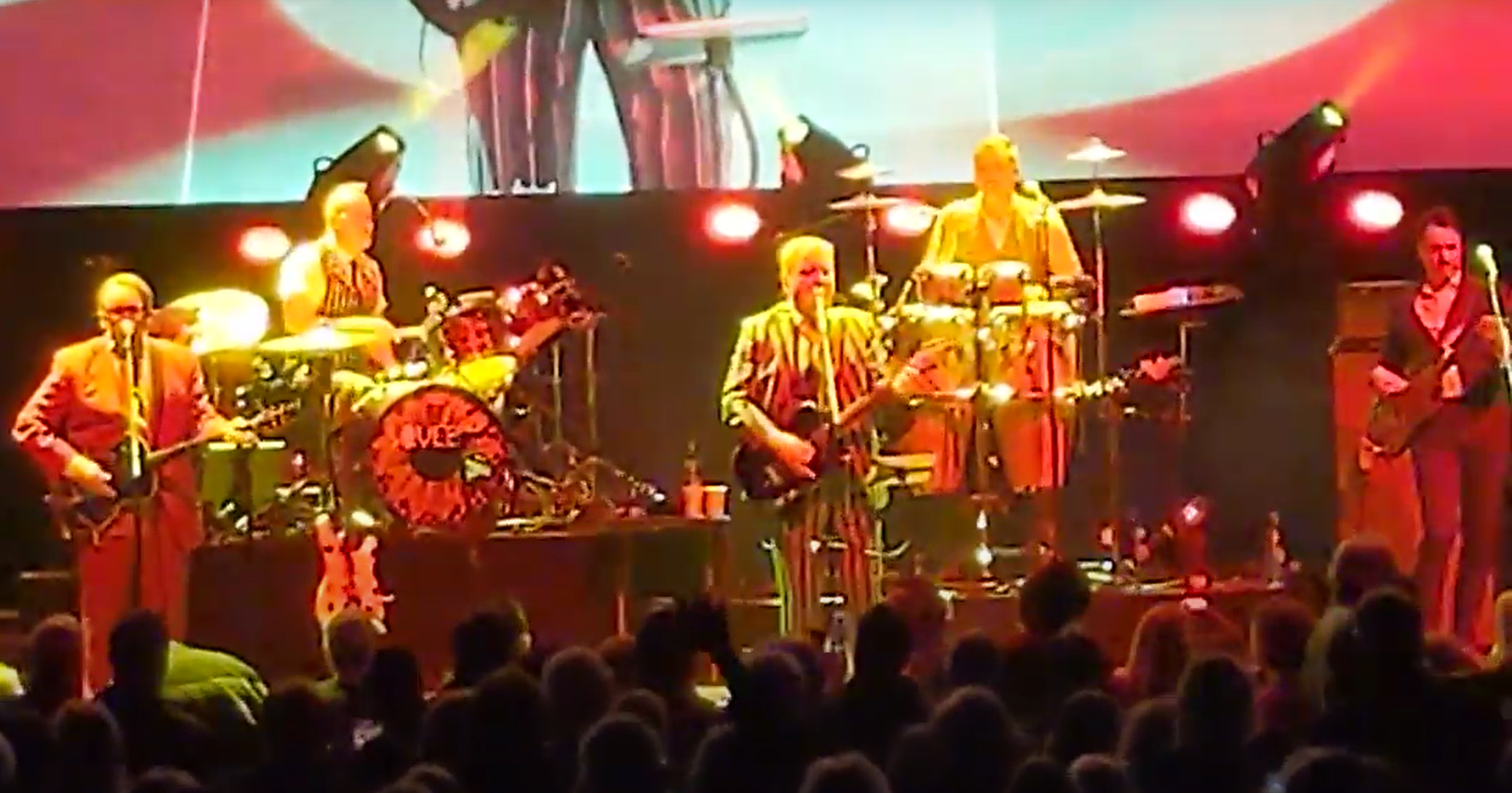
سكويز فبراير 2020

سكويز (بالإنجليزية:  Squeeze) فريق لموسيقى الروك الإنجليزية التي برزت في المملكة المتحدة خلال فترة الموجة الجديدة في أواخر السبعينيات، واستمر في التسجيل في الثمانينيات والتسعينيات والعشرون من القرن الحادي والعشرين في المملكة المتحدة.
كانت أغانيهم الفردية «بارد للقطط Cool for Cats» و«فوق التقاطع Up the Junction» و«وصفت بالحب Labelled with Love» ضمن العشرة الأوائل على قوائم أفضل الأغاني البريطانية، على الرغم من عدم نجاحها تجاريًا في الولايات المتحدة، إلا أن فريق سكويز حقق نجاحات أمريكية بأغنية «سحب Tempted» و«بلح البحر Pulling Mussels» و«الساعة الرملية Hourglass».

## تاريخ الفريق
الغالبية العظمى من أعمالهم تتكون من كلمات كريس ديفورد وموسيقى جلين تيلبروك، من عازفي الجيتار والمغنيين في الفريق. تم الترحيب بالثنائي على أنهم «ورثة عرش لينون ومكارتني» خلال شعبيتهم في الفترة الأولى لنشاطهم في أواخر السبعينيات. تشكل الفريق في ديبتفورد، لندن، في عام 1974، وانقسم لأول مرة في عام 1982. ثم تم إعادة تكوينه في عام 1985، وتم حله مرة أخرى في عام 1999.
اجتمع الفريق في جولات في الولايات المتحدة والمملكة المتحدة في عام 2007. وفي عام 2010، أصدروا «جد الفرق Spot the Difference» وهو البوم يحتوي على إصدارات مسجلة حديثًا لمواد قديمة. تم إصدار الألبوم الأول للفريق من المواد الجديدة كليًا منذ عام 1998، صدر ألبوم «من المهد إلى اللحد Cradle to the Grave» في أكتوبر 2015، تلاه ألبوم «المعرفة The Knowledge» في أكتوبر 2017.

## طاقم الفريق
جلين تيلبروك: جيتار رئيسي ولوحات مفاتيح وغناء (1974- 82، 1985- 99، 2007 حتى الآن)
كريس ديفورد: جيتار إيقاعي، غناء (1974- 82، 1985- 99، 2007 حتى الآن)
ستيفن لارج: لوحات المفاتيح، غناء داعم (2007 إلى الوقت الحاضر)
سيمون هانسون: طبول، إيقاع، غناء مساند (2007 إلى الوقت الحاضر)
ستيف سميث: إيقاع، جيتار إيقاع، غناء (2017 إلى الوقت الحاضر)
ملفين دافي: جيتارات ذات دواسة وجلد فولاذي، دولسيمر (2019 إلى الوقت الحاضر)
أوين بيدل: أصوات، جيتار باس، دعم غناء (2020 إلى الوقت الحاضر)

## وصلات خارجية
http://www.squeezeofficial.com/ سكويز (فريق روك)
http://www.squeezeofficial.com/history/ نسخة محفوظة 20 يناير 2022 على موقع واي باك مشين. سكويز (فريق روك)
https://www.onamrecords.com/artists/squeeze سكويز (فريق روك)
https://www.allmusic.com/artist/squeeze-mn0000790732 سكويز (فريق روك)
https://musicianguide.com/biographies/1608001464/Squeeze.html سكويز (فريق روك)